# Giardini Agdal

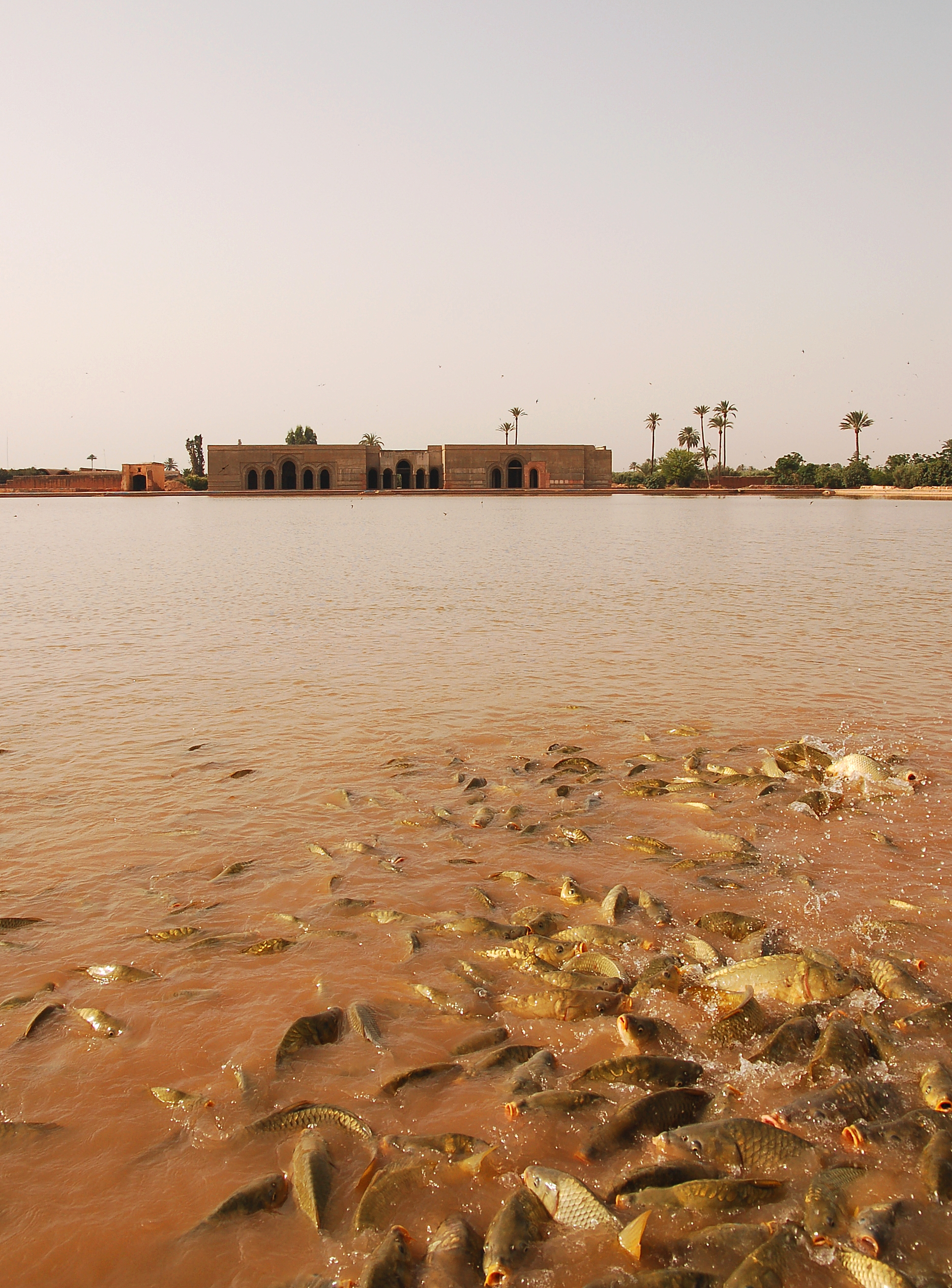
Il padiglione Dar el-Hana e la piscina Sahraj el-Hana.

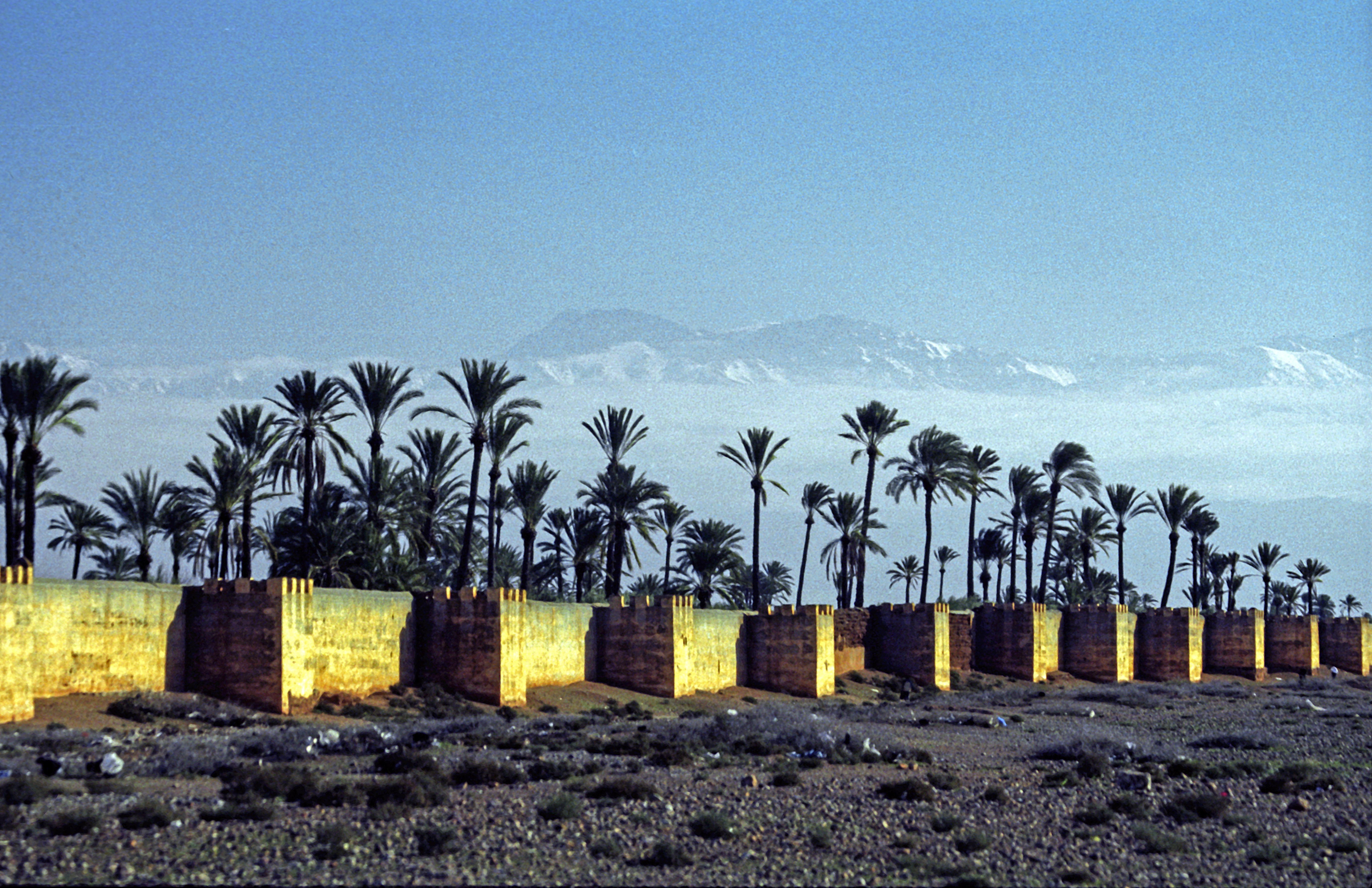
Le mura che circondano i giardini.

I giardini Agdal sono giardini di circa 400 ettari di superficie, situati a sud del Dar el-Makhzen, il palazzo reale, nella medina di Marrakech, in Marocco. Il loro nome deriva dal berbero "agdal" che significa "prato chiuso". I giardini hanno al loro interno boschetti di aranci, limoni, fichi, albicocchi, melograni e ulivi.
Insieme alla medina di Marrakech e ai giardini Menara, i giardini Agdal sono stati dichiarati dall'UNESCO come patrimonio mondiale dell'umanità nel 1985.

## Storia

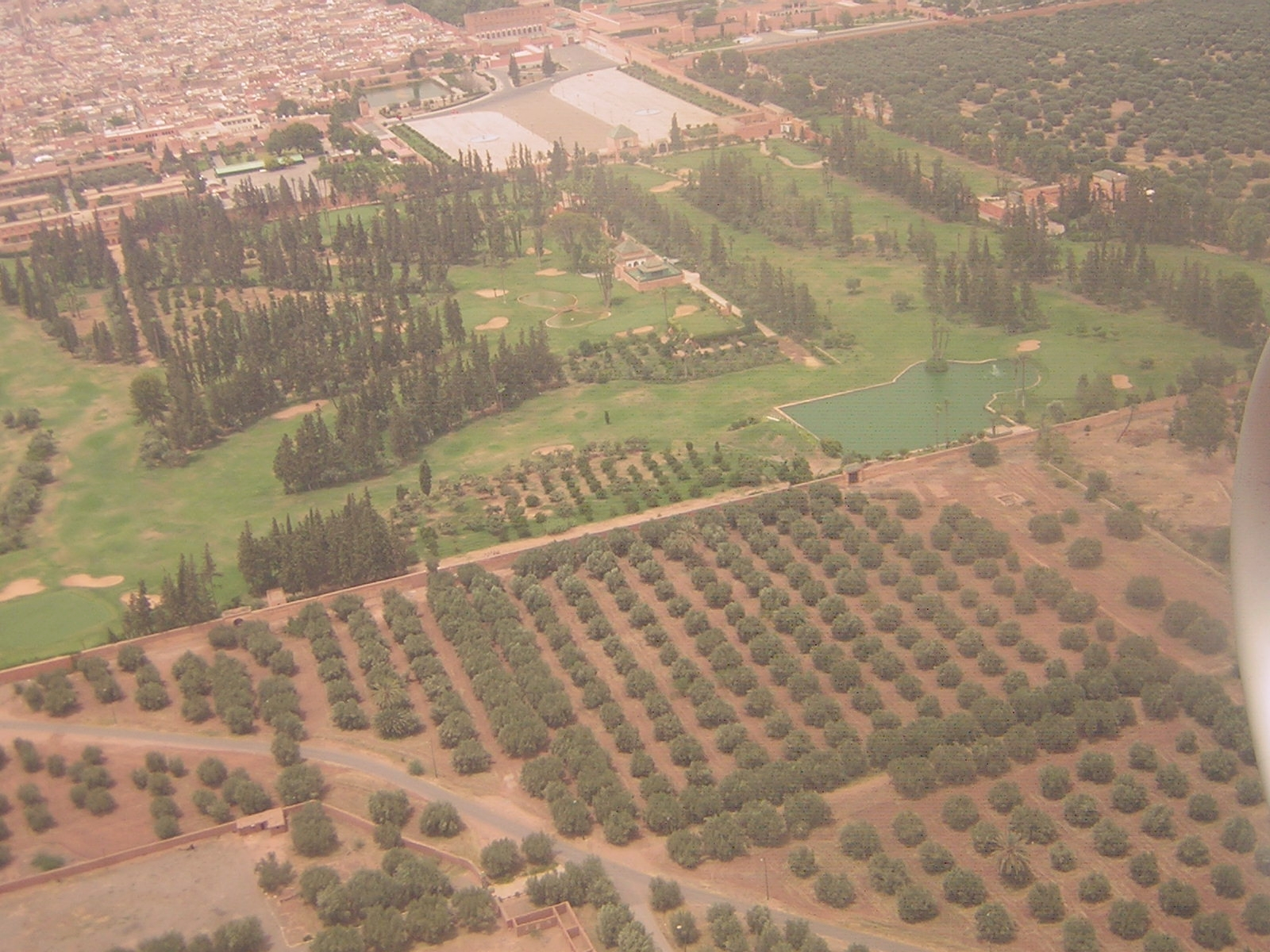
Veduta aerea dei giardini.

I giardini sono stati creati come frutteti del palazzo del califfo 'Abd al-Mu'min, fondatore della dinastia almohade nel XII secolo. Vennero rinnovati dalla dinastia Sa'diana e infine ampliati durante il regno del sultano alawide Mulay 'Abd al-Rahman nel XIX secolo, quando furono circondati con mura di pisé.

## Sistema di irrigazione
I giardini sono irrigati da una rete di canali sotterranei e fossati, noti come khettera, che portano l'acqua dalle montagne dell'Alto Atlante.
La Dar el-Hana, un piccolo padiglione, si trova accanto alla grande piscina, il Sahraj el-Hana, che venne utilizzato in passato dai sultani per addestrare le truppe reali a nuotare. Il sultano Muhammad IV morì nella piscina nel 1873 quando la sua barca a vapore si capovolse facendolo annegare.
Questi giardini vennero descritti in passato anche da viaggiatori europei come Thomas Le Gendre e Adriaen Matham (XVII secolo). Quest'ultimo parlò di 26.000 alberi di ulivo.